# Sorbosio deidrogenasi
La sorbosio deidrogenasi è un enzima appartenente alla classe delle ossidoreduttasi, che catalizza la seguente reazione:
L-sorbosio + accettore ⇄ 5-deidro-D-fruttosio + accettore ridotto
Il 2,6-dicloroindofenolo può agire come accettore.